# Au gré du vent
Albums de Riké
Vivons !
Au gré du vent est le troisième album en solo de Riké, un des chanteurs du groupe Sinsemilia, sorti en 2013.

## Liste des chansons
| No  | Titre                                | Durée |
| --- | ------------------------------------ | ----- |
| 1.  | La Journée Sera Belle                | 3:11  |
| 2.  | Dans Le Cœur D'un Homme              | 3:11  |
| 3.  | Comment C’était                      | 3:14  |
| 4.  | Larmes                               | 3:23  |
| 5.  | Au Gré Du Vent                       | 3:06  |
| 6.  | Sa Terre                             | 3:14  |
| 7.  | Pas Les Mots                         | 3:14  |
| 8.  | Mr Tout Le Monde (duo avec Aldebert) | 3:12  |
| 9.  | Abonné Absent                        | 2:27  |
| 10. | Place aux Herbes                     | 3:58  |
| 11. | Bon Vent                             | 3:43  |
| 12. | Chez Les Autres                      | 3:03  |